# Avitta guttulosa
Avitta guttulosa là một loài bướm đêm trong họ Noctuidae.